# Rimebrekka
Rimmebrekka (norwegisch für Frosthang) ist ein zerklüfteter Eishang im ostantarktischen Königin-Maud-Land. In den Weyprechtbergen der Hoelfjella liegt er 6 km südlich der Rimekalvane.
Norwegische Kartographen, die den Hang auch benannten, kartierten ihn anhand von Vermessungen und Luftaufnahmen der Dritten Norwegischen Antarktisexpedition (1956–1960).